# エルム街の悪夢3 惨劇の館
『エルム街の悪夢3 惨劇の館』（エルムがいのあくむスリー さんげきのやかた、A Nightmare on Elm Street 3: Dream Warriors）は、1987年のアメリカ映画。

## ストーリー
第1作から5年後、エルム街の女子高生・クリスティンはフレディによる悪夢に悩まされ、とうとう精神病院に入院してしまった。精神病院では同じくフレディの悪夢に悩まされる子供たちで溢れていたが、医者にはロクに相手にされなかった。そこへある日、夢心理学の研究生となったナンシーが来院する。

## キャスト
フレディ・クルーガー
演 - ロバート・イングランド
人の夢の中に出現し、殺人を続ける殺人鬼。
クリスティン・パーカー
演 - パトリシア・アークエット
今作の主人公。悪夢の度に絶叫で目が覚め「絶叫少女」の異名を取る。フレディの夢を見て、ナイフで手首を切り精神異常者としてウェストンヒルズ病院へ運ばれる。
フレディが見せた悪夢の中では母親から「男を連れ込む度に、気を引くために騒いだ」と非難されており、片親である母の愛に飢えていた事が示唆されている。
ナンシー・トンプソン
演 - ヘザー・ランゲンカンプ
1の主人公。大学院の研究員としてウェストンヒルズに赴任する。患者たちの悪夢の原因がフレディ・クルーガーであると見抜き、子供たちと共にフレディと対決する。
ニール・ゴードン
演 - クレイグ・ワッソン
次々と自殺していく患者たちを憂いている、病院の医師。ナンシーと子供たちのカウンセリングに参加した事でフレディの存在を認知し、謎の修道女がくれたヒントに従ってドナルドと共にフレディの遺体の始末へ向う。
ドナルド・トンプソン
演 - ジョン・サクソン
1に出てきたナンシーの父親。警官の仕事を続けているが、フレディが原因で妻を失った責任感からアル中になっている。ニールと共にフレディの遺体と対峙する。
エリザベス・シムズ
演 - プリシラ・ポインター
口うるさい病院の医師。病院の患者たちの世話をしているが、フレディの話を信じようとせず、全ては病気の症状と決めつけ処理しようとしている。
マックス
演 - ローレンス・フィッシュバーン
病院の看護師。患者たちの世話係として親身に接しているが、フレディの話は信じていない。
ジョーイ・クルーゼル
演 - ロドニー・イーストマン
失語症の病院患者。フレディの罠にはまり、捕らわれてしまう。
ローランド・キンケイド
演 - ケン・サゴーズ
黒人の病院患者。「強い自分」に憧れており、クリスティンらと共にフレディと対決する。
タラン・ホワイト
演 - ジェニファー・ルービン
元不良少女の病院患者。喫煙癖のほか、薬物中毒の過去が示唆されている。クリスティンらと共にフレディと対決する。
ウィル・スタントン
演 - イラ・ヘイデン
両足が不自由であり車椅子に乗っている病院患者。TRPG好きで劇中でも病棟の子供たち相手にセッションを開いている。夢の中では歩くことができ、クリスティンらと共にフレディと対決する。
ジェニファー
演 - ペネロープ・スドロウ
女優志望の病院患者。眠気覚ましとして娯楽室に残りテレビを見続けていたが、最後はフレディによりテレビの中で殺される。
フィリップ・アンダーソン
演 - ブラッドリー・グレッグ
夢遊病の病院患者。マリオネットを作るのが趣味。夢の中でフレディに血管を引きずり出され、マリオネットのように操られて殺されるが、周囲からは夢遊病として解決された。
エレイン・パーカー
演 - ブルック・バンディ
クリスティンの母親。シングルマザー。原因不明の悪夢にクリスティンが犯されるようになり、娘を病院に入院させる。
アマンダ・クルーガー / メアリー・ヘレナ
演 - ナン・マーティン
ニールの前に現れる謎の修道女。ラストにフレディの母親だと判明する。幽体であり、実体がない。フレディ出生の秘密は次作で明かされる。

## スタッフ
- 監督：チャック・ラッセル
- 美術：C・J・ストラウン、ミック・ストローン
- 衣装：カミール・シュローダー
- 字幕：古田由紀子

## 評価
映画は1343館の劇場で公開され、初週末に890万ドルを稼いだ。 国内の興行収入は4480万ドルで、『エルム街の悪夢』シリーズでは3番目に高い。
レビュー・アグリゲーターのRotten Tomatoesでは39件のレビューで支持率は72%、平均点は6.00/10となった。Metacriticでは11件のレビューを基に加重平均値が49/100となった。